# 1945
1945 (MCMXLV) je bilo navadno leto, ki se je po gregorijanskem koledarju začelo na ponedeljek.

## Dogodki

### Januar – junij
- 16. januar - Adolf Hitler se zaradi zavezniške grožnje preseli iz svojega doma v svoj berlinski bunker.
- 4. – 11. februar - voditelji treh zavezniških velesil, Roosevelt, Churchill in Stalin, na Jaltski konferenci razpravljajo o povojni Nemčiji.
- 19. februar – 26. marec - bitka za Iwo Jimo.
- 12. april - Harry S. Truman postane nov ameriški predsednik, potem, ko Franklin Delano Roosevelt prej tega dne umre zaradi možganske krvavitve.
- 15. april - britanske enote osvobodijo koncentracijsko taborišče Bergen-Belsen.
- 28. april - italijanski partizani ubijejo Benita Mussolinija in njegovo ljubico Claro Petacci.
- 30. april - Adolf Hitler in njegova dvodnevna žena Eva Braun storita samomor v berlinskem podzemnem bunkerjem
- 1. maj - Joseph Goebbels in njegova žena Magda zastrupita svojih šest otrok v berlinskem podzemnem bunkerju ter nato skupaj storita samomor pred bunkerjem
- 2. maj -
  - enote jugoslovanske 4. armade se po hudih bojih med Reko in Snežnikom prebijejo čez Mašun v Ilirsko Bistrico in skupaj z 9. korpusom NOV Slovenije osvobodijo Trst.
  - po 16-dnevnem obleganju Berlina Sovjetska Rdeča armada zasede mesto.
- 6. maj

- protifrancoska vstaja v Damasku.
- admiral Dönitz ukaže nemškim podmornicam vrnitev v baze.

- 8. maj - britanska 8. armada skupaj s slovenskimi partizanskimi enotami in motoriziranim odredom jugoslovanske 4. armade pride na Koroško in Celovec.
- 9. maj
  - generalpolkovnik Aleksander von Loehr, poveljnik armadne skupine E in poveljnik za jugovzhod pred generalom Ivanom Dolničarjem in navzočo Britansko vojaško misijo v Šaleški dolini na štabu IV. operativne cone v Topolšici podpiše brezpogojno kapitulacijo - listino o vdaji svojih obroženih sil (okrog 300.000 vojakov), kar pomeni formalni konec 2. svetovne vojne v takratni domovini Jugoslaviji in Evropi.
  - enote slovenske partizanske vojske v zgodnjih jutranjih urah vkorakajo v osvobojeno Ljubljano
- 13. maj - nemške enote na Češkoslovaškem položijo orožje.
- 15. maj - zadnja bitka 2. svetovne vojne v Evropi na Poljani na Prevaljah.
- 16. maj - v Nemčiji aretirajo člane nemške vlade, ki jo je po Hitlerjevem samomoru sestavil admiral Dönitz.
- 23. maj
  - Winston Churchill odstopi z mesta predsednika vlade Združenega kraljestva.
  - ameriška letala pričnejo z uničujočim bombardiranjem Tokia.
- 4. junij - novoustanovljeni transfuzijski oddelek Centralne vojne bolnice v Ljubljani odvzame in konzervira prve odmerke krvi - začetek transfuzijske službe v Sloveniji.
- 26. junij - v San Franciscu predstavniki 50 držav podpišejo ustanovno listino Organizacije združenih narodov.

### Julij – december
- 16. julij - Američani poskusno sprožijo eksplozijo prve atomske bombe v oporišču Alamogordo v Novi Mehiki.
- 17. julij – 2. avgust - v Potsdamu se začne vrhunsko srečanje treh velesil - ZDA, Velike Britanije in Sovjetske zveze, kjer Truman, Churchill in Stalin sprejmejo sklep o povojni Nemčiji.
- 25. julij - po končani vojni Nemčijo razdelijo na štiri cone: ameriško, francosko, britansko in sovjetsko
- 6. avgust - ameriški bombnik B-29 odvrže prvo atomsko bombo na japonsko mesto Hirošimo. Eksplozija bombe je zahtevala po podatkih japonskega Rdečega križa 245.000 smrtnih žrtev in 150.000 ranjenih. Posledice žarčenja pa se občutijo še danes.
- 8. avgust - Sovjetska zveza napove vojno Japonski.
- 9. avgust
  - Američani odvržejo še drugo atomsko bombo na Japonsko, tokrat na mesto Nagasaki, kjer umre okrog 74.000 ljudi, več kot 40.000 pa je ranjenih.
  - Sovjetska zveza prične ofenzivo v Mandžukuo in druge satelite Japonskega imperija.
- 10. avgust - Japonska ponudi zaveznikom popolno kapitulacijo pod pogojem, da cesar obdrži prestol.
- 2. september - konča se druga svetovna vojna.
- 14. november - v Nürnbergu se pred mednarodnim sodiščem pričnejo sojenja proti vojnim zločincem iz druge svetovne vojne.
- 5. december - Na vaji z mornariške letališke postaje Fort Lauderdale izgine let torpednih bombnikov ameriške mornarice Grumman TBF Avenger (znan kot let 19).

## Rojstva
- 1. januar - André Lefevere, belgijski teoretik prevodoslovja, jezikoslovec in prevajalec († 1996)
- 6. februar - Robert Nesta »Bob« Marley, jamajški pevec reggaeja, glasbenik († 1981)
- 16. februar - Jeremy Bulloch, britanski igralec (* 2020)
- 14. april - Ritchie Blackmore, angleški rock glasbenik
- 14. maj - Yochanan Vollach, izraelski nogometaš
- 3. julij - Franc Flere, slovenski harmonikar († 2017)
- 6. julij - Peter Singer, avstralski filozof
- 5. december - Eva Bergman, švedska režiserka
- 6. december - Josip Globevnik, slovenski matematik
- 13. december - Sašo Stevović, slovensko-črnogorski kipar

## Smrti
- februar/marec - Ana Frank, judovsko-nemška pisateljica dnevnika, (* 1929)
- 1. februar - Johan Huizinga, nizozemski zgodovinar (* 1872)
- 9. april - Dietrich Bonhoeffer, nemški protestantski pastor, teolog in borec proti nacizmu (* 1906)
- 10. april - Johann Mickl, nemški general slovenskega porekla (* 1893)
- 12. april - Franklin Delano Roosevelt, 32. predsednik ZDA (* 1882)
- 13. april - Ernst Cassirer, nemški filozof judovskega rodu (* 1874)
- 14. april - Arthur Robert Hinks, angleški astronom, geograf (* 1873)
- 26. april - Pavlo Petrovič Skoropadski, hetman Ukrajine  (* 1873)
- 28. april - Benito Mussolini, italijanski fašistični diktator (* 1883)
- 30. april - 
  - Adolf Hitler, nemški diktator, nacistični voditelj (* 1889)
  - Eva Braun, Hitlerjeva dolgoletna spremljevalka in tik pred smrtjo žena (* 1912)
- Franklin Delano Roosevelt1. maj - Paul Joseph Goebbels, nemški nacistični minister za prosveto in propagando v Tretjem rajhu (* 1897)
- 1. maj - Magda Goebbels, žena Josepha Goebbelsa (* 1901)
- 2. maj - Hans Krebs, nemški general (* 1898)
- 23. maj - Heinrich Himmler, nemški nacistični politik in vodja SS-a (* 1900)
- 26. maj - Ivan Zver slovenski (prekmurski) tiskar (* 1900)
- 31. maj - Odilo Globocnik, avstrijski nacist, general SS-a (* 1904)
- 7. junij - Kitaro Nišida, japonski filozof (* 1870)
- 2. avgust - Pietro Mascagni, italijanski operni skladatelj (* 1863)
- 10. avgust - Robert Hutchings Goddard, ameriški profesor, fizik, izumitelj in raketni inženir (* 1882)
- 27. avgust - Reynold Alleyne Nicholson, angleški orientalist in raziskovalec islama (* 1868)
- 26. september - 
  - Béla Bartók, madžarski skladatelj, etnomuzikolog in pianist (* 1881)
  - Kijoši Miki, japonski sodobni filozof (* 1897)
- 15. oktober - Pierre Laval, francoski politik, kolaborator (* 1883)
- 24. oktober - Vidkun Quisling, norveški nacistični politik, kolaborator (* 1887)
- 1. december - Števan Kovatš, madžarski evangeličanski duhovnik, pisatelj in zgodovinar (* 1866)
- 4. december - Thomas Hunt Morgan, ameriški genetik in embriolog, nobelovec (* 1866)
- 11. december - Charles Fabry, francoski fizik (* 1867)
- 21. december - George S. Patton, ameriški general (* 1885)
- 22. december - Otto Neurath, avstrijski filozof, sociolog in ekonomist (* 1882)

## Nobelove nagrade
- Fizika: Wolfgang Pauli
- Kemija: Artturi Ilmari Virtanen
- Fiziologija ali medicina: Alexander Fleming, Ernst Boris Chain in Howard Walter Florey
- Književnost: Gabriela Mistral
- Mir: Cordell Hull